# Arnaud Di Pasquale
Arnaud Di Pasquale, född den 11 februari 1979 i Casablanca i Marocko, är en fransk tennisspelare.
Han tog OS-brons i herrarnas singelturnering i samband med de olympiska tennisturneringarna 2000 i Sydney.